# トマス・バトラー (第6代準男爵)
第6代準男爵サー・トマス・バトラー（英語: Sir Thomas Butler, 6th Baronet、1735年 – 1772年10月7日）は、アイルランド王国の政治家。1761年から1768年までと1771年から1772年までの2度にわたってアイルランド庶民院議員を務めた。

## 生涯
第5代準男爵サー・リチャード・バトラーと妻ヘンリエッタ（Henrietta、旧姓パーシー（Percy）、1794年1月14日没、ヘンリー・パーシーの娘）の息子として、1735年に生まれた。
1761年から1768年までカーロウ・カウンティ選挙区の、1771年から1772年までポータリントン選挙区の代表としてアイルランド庶民院議員を務めた。
1771年11月25日に父が死去すると、準男爵位を継承したが、自身も1年後の1772年10月7日に死去、11歳の息子リチャードが準男爵位を継承した。

## 家族
1759年6月19日、ドロシア・ベイリー（Dorothea Bayly、1743年ごろ – 1824年、聖職者エドワード・ベイリーの娘）と結婚、4男4女をもうけた。
- リチャード（英語版）（1761年7月14日 – 1817年1月16日） - 第7代準男爵